# 이것이 우리의 끝이다
"이것이 우리의 끝이다"는 2014년에 개봉한 대한민국의 영화이다.

## 캐스팅
- 공명 : 기철 역
- 유영 : 하나 역
- 신재하 : 현수 역
- 김희연 : 수희 역
- 안재민 : 성준 역
- 이바울 : 기선 역
- 김새벽 : 민희 역
- 정혜인 : 은영 역
- 이주승 : 지용 역
- 김수현 : 전두환 역
- 이재인 : 영어 초딩 역
- 신운섭 : 소주남 / 노숙자 역
- 남미정 : 야쿠르트 아줌마 / 사장 어머니 역
- 최석준 : 찌질남 역
- 강봉성 : 고딩남 1 역
- 변준석 : 고딩남 2 역
- 이지연 : 상자녀 역
- 정영기 : 복권남 역
- 강영구 : 횟집 사장 역